# Osoriella domingos
Osoriella domingos is een spinnensoort in de taxonomische indeling van de buisspinnen (Anyphaenidae).
Het dier behoort tot het geslacht Osoriella. De wetenschappelijke naam van de soort werd voor het eerst geldig gepubliceerd in 1998 door Antonio D. Brescovit.